# Do Not Disturb (1965)
Do Not Disturb (bra Favor Não Incomodar) é um filme estadunidense de 1965, do gênero comédia romântica, dirigido por Ralph Levy, com roteiro de Milt Rosen e Richard Breen baseado na peça teatral Some Other Love, de William Fairchild.

## Sinopse
Um casal de americanos Janet e Mike muda-se para a Inglaterra por causa do trabalho dele, e logo Janet começa a desconfiar que Mike a está traindo com a bela secretária. Para enciumá-lo, ela finge ter um caso com o decorador da casa.

## Elenco
- Doris Day ....... Janet Harper
- Rod Taylor ....... Mike Harper
- Hermione Baddeley ....... Vanessa Courtwright
- Sergio Fantoni ....... Paul Bellari
- Reginald Gardiner ....... George Simmons
- Maura McGiveney ....... Claire Hackett
- Aram Katcher ....... Culkos
- Leon Askin ....... Willie Langsdorf
- Lisa Pera ....... Alicia Petrova
- Michael Romanoff ....... 	Delegado
- Albert Carrier ....... Claude Reynard
- Barbara Morrison ....... Mrs. Ordley